# Rosa Linnala
Rosa Linnala-Hermansson, född 1917 i Finland, död 1964 i Stockholm, var en finländsk-svensk tecknare och målare.
Linnala studerade vid Ritskolan i Viborg 1936 och vid Ateneum i Helsingfors 1937-1940 samt Konsthögskolan i Stockholm 1951-1957 och en kortare period vid den danska konstakademien i Köpenhamn och för Fernand Léger i Paris 1950-1951. Linnala är representerad vid Moderna museet, i Stockholm, Konstakademien i Köpenhamn och i Gustav VI Adolfs samlingar.